# Турнон, Шарль-Тома де
Шарль Тома де Турнон (фр. Charles Thomas Maillard de Tournon, 21 декабря 1668 года, Турин, Савойское герцогство — 8 июня 1710 года, Макао) — савойский кардинал и миссионер в Индии и Китае. Папский легат в Индии и Китае с 5 декабря 1701 по 8 июня 1710. Латинский патриарх Антиохии с 27 декабря 1701 по 8 июня 1710. Кардинал-священник с 1 августа 1707 по 8 июня 1710.

## Биография
Родился в дворянской семье. 28 августа 1688 года получил в университете Ниццы степень доктора богословия, а 23 января 1690 года — степень доктора права. Избрав духовную карьеру, 12 июня 1695 года был рукоположён в сан священника, после чего переехал в Рим. Участвовал в работе Аркадийской академии, был секретарём кардинала Бальдассаре Ченчи. 5 декабря 1701 года Римский папа Климент XII назначил его своим легатом в Индии и Китае, а 27 декабря 1701 года Шарль-Тома де Турнон был рукоположен в Ватиканской базилике в епископы с титулом антиохийского патриарха, 9 февраля 1703 года отбыл на Восток с целью решения вопроса со спорами о китайских обрядах и контроля за миссионерской деятельностью. 6 ноября 1703 года прибыл в Пондишери и сразу же стал противодействовать практикам индуистских обрядов среди местных христиан, а также запретил детские свадьбы. 11 июля 1704 года из Пондишери через Манилу прибыл в Кантон, в Китай. 2 апреля 1705 года прибыл в Макао, 4 декабря достигнув Пекина, где император Канси первоначально встретил его благожелательно.
Распространяя христианство, однако, Шарль-Тома де Турнон строго следил за тем, чтоб обратившиеся в католичество отрекались от всех местных обрядов; такой образ действий обратил против него китайскую администрацию и иезуитских миссионеров. Китайский император приказал арестовать Турнона и заключить в тюрьму в Макао (1707); уже в тюрьму папа прислал ему кардинальскую шапку (1709). Скончался в тюрьме, его тело было похоронено в Макао, но затем перевезено в Рим и перезахоронено там 27 сентября 1723 года.
Мемуары Турнона опубликованы кардиналом Пассионеи под заглавием «Memorie storiche della legazione e morte del cardinale di Tournon, esposti con monumenti rari et autentici» (Рим, 1762).